# Maracaiba zuliae
Maracaiba zuliae là một loài thằn lằn trong họ Scincidae. Loài này được Miralles, Rivas, Bonillo, Schargel, Barros, García-Perez & Barrio-Amorós mô tả khoa học đầu tiên năm 2009.